# Merry Go ’Round
«Merry Go ’Round» — дебютная песня американской кантри-певицы Кейси Масгрейвс с её первого студийного альбома Same Trailer Different Park (2013). Песня была написана самой певицей и Джошем Осборном вместе с Shane McAnally, а сопродюсерами стали Luke Laird, Shane McAnally и сама Кейси Масгрейвс. Релиз сингла с песней состоялся 10 сентября 2012 года на лейбле Mercury Nashville.
Песня получила премию Грэмми в категории Лучшая кантри-песня на 56-й церемонии Grammy Awards.

## История
Песня получила положительные отзывы музыкальных изданий. Билли Дюкс (Billy Dukes) из журнала Taste of Country дал 4,5 звезды из 5 возможных, сравнив стиль песни и голос Кейси с Мирандой Ламберт. Журнал Rolling Stone включил песню в свой список лучших песен 2012 года под № 49, а радиокомпания NPR Music включила её в свой список лучших песен 2012 года (100 Favorite Songs of 2012). Журнал Billboard' назвал её лучшей кантри-песней в своём списке «10 Best Country Singles of 2013». Музыкальное видео, снятое режиссёром Перри Бином (Perry Bean) вышло в сентябре 2012 года. Песня получила золотой статус, а её тираж к февралю 2014 году составил в США 825,000 копий.

## Награды
| Год  | Название | Номинация           | Результат |
| ---- | -------- | ------------------- | --------- |
| 2014 | Грэмми   | Лучшая кантри-песня | Победа    |

## Чарты
| Чарты (2012—2013)                   | Высшая позиция |
| ----------------------------------- | -------------- |
| Канада (Billboard Canadian Hot 100) | 84             |
| Канада (Billboard Country)          | 26             |
| США (Billboard Hot 100)             | 63             |
| США (Billboard Hot Country Songs)   | 14             |
| США (Billboard Country Airplay)     | 10             |

### Сертификации
| Регион | Сертификация | Продажи |
| --- | ------------ | ------- |
| США (RIAA) | Платиновый   | 825,000 |
| * Данные о продажах приведены только на основе сертификации. ^ Данные о тиражах приведены только на основе сертификации. |              |         |